# Mikazuki Iwa
Mikazuki Iwa är en kulle i Antarktis. Den ligger i Östantarktis. Norge gör anspråk på området. Toppen på Mikazuki Iwa är 2 167 meter över havet.
Terrängen runt Mikazuki Iwa är huvudsakligen platt, men västerut är den kuperad. Trakten är obefolkad. Det finns inga samhällen i närheten.